# 西征战役
西征战役，又称红军西征，是1936年5月19日至7月底，中国工农红军红一方面军针对國民革命軍宁夏地方军阀马鸿宾、马鸿逵部，在陕甘宁三省交界地区的战略进攻战役。

## 战役背景与部署
1936年5月5日，中华苏维埃人民共和国中央政府主席毛泽东和中国人民革命军事委员会主席朱德（实际上随红四方面军长征途中）联名发出《停战议和，一致抗日通电》。当时，中共中央考虑到全国政治、军事形势的发展和陕甘苏区面临的情况，为争取时间，争取空间，争取力量，为发动全国抗战和发展革命力量创造条件，确定陕甘苏区党组织和红军的任务是：
1. 造成广大的陕甘宁抗日根据地，进而向北打通与苏联、外蒙古的联系，向南策应红二、六军团和红四方面军北上；
2. 争取东北军及其他可以联合的友军；
3. 坚决地进行陕甘苏区的游击战争。

1936年5月18日，为迎接红二、六军团和红四方面军长征北上，中国人民革命军事委员会主席毛泽东、副主席周恩来和彭德怀签发《西征战役计划》红一方面军主力红一军团、红十五军团和红八十一师、骑兵团共1.3万余人组成西方野战军开始西征，开辟新区，建立革命政权。以部分红军和地方武装由中央军委副主席周恩来指挥，在东线坚持游击战争，保卫陕甘苏区，策应西征作战。西方野战军编成：
- 司令员兼政委彭德怀
- 红一军团 代军团长左权，政委聂荣臻
  - 第一师
  - 第二师 师长杨得志、政委萧华
  - 第四师
- 红十五军团 军团长徐海东 政委程子华
  - 第七十三师 师长张绍东、政委陈漫远
  - 第七十五师 师长陈锦绣、政委赵凌波
  - 第七十八师 师长韩先楚、政委崔田民
- 第八十一师
- 骑兵团
- 红二十八军军长宋时轮 政委宋任穷
- 红二十九军军长肖劲光 政委朱理治，副军长谢嵩

为此撤销陕甘省，成立陕甘宁省，并成立陕甘宁省委和陕甘宁省苏维埃政府，省委书记李富春，省苏维埃政府主席马锡五，准备把西征战役开辟的新区建设成巩固的苏区。
蒋介石坚持彻底剿灭陕北苏区和红军，调集16个师另3个旅重兵围堵、准备进剿：:789
- 阎锡山的晋绥军沿黄河布防
- 汤恩伯第十三军、晋绥军第72师、高桂滋第84师驻绥德、吴堡
- 陕北镇守使高双城第86师盘踞北线，东起米脂、榆林，中据横山、石湾，西控柠条梁、安边堡。
- 宁夏军阀、第15路军司令马鸿逵的新编第7师主力驻黄河以西的后套地区银川、灵武、金积、石空堡一带，一部前出驻守定边、盐池、韦州等地
- 马鸿宾第35师驻守庆阳、曲子、环县、镇原地区。师部在西峰镇。
  - 第103旅旅长马玉麟
  - 第104旅步兵
  - 第105旅旅长冶成章
- 东北军骑兵军的2个骑兵师、第五十一军的2个师驻固原、平凉
- 东北军第106师、第108师、第120师驻庆阳、西峰镇、合水
- 东北军骑兵第3师驻镇原
- 东北军第五十七军驻直罗镇一带的跨子午岭的甘陕大道
- 东北军第六十七军、第105师驻延安、甘泉、富县
- 杨虎城陕军第17师、第42师主力驻宜川、韩城

## 战役经过
5月19日，彭德怀率领西方野战军分左右两路由永坪、延长出发，开始西征战役。分别到达吴起镇、新城堡地域集结。野战军直属队和红八十一师、骑兵团随红十五军团跟进。彭德怀依据宁夏军阀部队布防情况，决心以右路军向西北方向发起进攻，伪装夺取宁夏，调动环县、庆阳的第35师回援宁夏；左路军向西南方向行动，求歼回援之敌于运动中。
5月27日，红十五军团分左右翼2队西进。5月28日，右翼红73师袭占宁条梁，左翼红75师进攻安边未克。改以红78师围困安边，主力转向定边以南地区。
5月28日左路军向曲子、环县方向急进。30日前陆续到达元城镇。6月1日，红二师在曲子歼灭第35师骑兵团一部及第105旅2个骑兵连，第105旅旅长冶成章和特务连150余人投降。红四师在马岭附近击溃第35师1个营。6月3日，左路军集中主力在阜城（今庆城县卅铺镇阜城村）全歼驰援曲子的第35师6个步兵营，击溃2个骑兵营，俘1000余人；至5日，乘胜占领环县、洪德城、三岔及其间的大片地区。红二十九军配合红一军团，进至元城、曲子、合水之间地区。红二十八军与第81师等部组成中路军（亦称北路军），接替右路军围攻安边、堆子梁、城川等地。6月4日红十五军团进占宁陕省界红柳沟。
1936年6月6日,毛泽东、周恩来致电彭德怀:“庆阳、洪德城线及其东西地区是西方根据地的重心，是镇原以北人口经济条件较好地带，应与一军团一个师及军团政治部一半及陕甘宁红军主力全力担负，亦限七月半完成初步赤化。”根据这一指示，西方野战军加紧军事行动，陕甘宁省的范围不断扩大。
至6月11日，右路军先头部队占领同心城，主力进到王家团庄附近。王家团庄为同心县城东南最大的一个村庄，分南北两个堡子，围墙高厚，为回民聚居。6月12日，红73师一部和回民独立师到达附近。6月21日红军攻占北堡子，回民独立师师长马青年到南堡子谈判实现和平进驻。
6月11日，红十五军团直属队和红75师包围了豫旺县城下马关城。守军为新7师骑兵第2团孔庆福第一营的2个连及豫旺县民团近千人。红75师多次进攻未能奏效。十多天后，守军粮食和用水恐慌。围城16天后，6月27日晨发起进攻战斗，11时攻进城堡，俘280余人，缴获枪械180余支（挺）、战马150余匹。红军伤亡不到20人。此即下马关进攻战斗，亦称豫旺城进攻战斗。 
至6月13日，红一军团主力经毛居井进到七营附近。6月20日红二师攻占七营。
6月14日，红二十八军编入西方野战军序列，与红八十一师等部组成中路军（又称北路军），接替右路军围攻安边，夺取定边，堆子梁等城寨的任务。在此期间，红二十九军第2团、保安县独立团、关中3团等也进至元城、曲子、阜城地区，配合左路军行动。至此，红军控制清水河两岸，切断了第三十五师北上道路，迫敌退回固原的黑城镇地区。
6月16-27日，右路军红78师在中路军配合下，在北路单独作战，相继攻占定边、盐池、豫旺县城，歼新编第7师骑兵1个营又4个连，击溃3个团又2个营及当地民团，缴获战马七百余匹以及大量军需物资，受到红军总部表彰。
- 1936年6月17日，攻克定边县城。
- 1936年6月20日白天，红38师对盐池县城围而不打，勘察地形、分析敌情、研究攻城办法，当夜再次发起攻城战斗：第232团从城北主攻，第233团从城东助攻，第234团从城南助攻，三面夹击，6月21日凌晨3时攻克盐池县城，歼灭骑兵第二团孙兆祥黑马营、1个保安团及民团、商团千余人，俘敌（含县政府武装警察）200多人，缴获各种枪械200多支、战马200多匹、50瓦电台1部，还有大批弹药等军需物资。所获战马随同在定边缴获的战马全部上交组建了红十五军团骑兵团。红军随后攻占了盐池县的大部分地区。[5]

左路军攻占豫旺堡。成立回民独立师，由回族干部马青年任师长，欧阳武任政治委员，李铁民任参谋长，辖1个步兵连和1个骑兵排，共100多人，枪100多支、战马50多匹，在同心、韦州、高崖、关桥堡、大小罗山一带配合主力红军作战，参加了王家团庄、下马关和红城水等战斗。这是共产党历史上建立的第一支回族武装力量，师政委欧阳武、参谋长李铁民等在同心县一带剿匪时牺牲。
7月，陕甘宁省党政机关从陕西靖边县吴起镇刘家渠村迁至环县北的河连湾，辖区增加到13个县。 
由于西征作战地区多为回民聚居区，西方野战军向回族群众大力宣传反内战和团结抗日的主张，帮助回民建立群众组织和武装，尊重回民的风俗习惯，严禁住清真寺，不吃猪肉，不提“猪”字，不在回民区筹款，不打回民的土豪，同时进行同结回民、发动群众和扩大抗日力量的工作。
因惠安堡的红军已于7月4日东撤，马鸿逵部队随即占领惠安堡。红城水战斗，红军毙伤俘敌200多人。马鸿逵在惠安堡设盐池县政府，与中共在花马池的盐池县抗日政府划界分治对抗，“一县两治”延续到1949年宁夏解放。
马鸿宾为打开固原至中宁、银川的通道，7月8日拂晓，马鸿宾部与东北军骑兵白凤翔部向红军发起进攻，第35师主力正面攻击，东北军骑兵第10师为右翼，东北军骑兵第6师为左翼。遭到红军主力的猛烈反击，战斗非常激烈。七营附近有一条大沟叫阎家沟，沟深坡陡，地形复杂，是进入七营的必经之路。红二师在沟内预先设伏，骑6师先头团一头钻了进来，陷入三面包围之中。待敌人进入沟底之后，红军猛烈开火，敌乱作一团，经一小时激战，先头团死伤300多人，其余全部被俘，红军缴获大批枪械及骡马。战后，红一军团又主动退出七营到清水河东岸。为了争取东北军抗日，红军将所俘人员、马匹、枪支全部送还白凤翔骑6师，连他们丢失的5000发子弹和马鞍子也都找到一并送回。此即七营阻击战斗。
7月在安边县城也打退马鸿逵部袭击。
1936年7月14日，毛泽东致电彭德怀，建议对敌2个团以上兵力作战应集结更大兵力优势，在作战 条件不具备时不妨在更大退却诱敌至有利条件下一举歼灭之，这里要有更多忍耐性；对何柱国指挥的东北军宜歼灭一部分这样不会妨碍大局反而有利于大局。红一军图在七营等地击退了东北军的数次反扑和袭扰。
1936年7月17日在环县曲子镇花旗（今双城村花旗队）组建了中国人民抗日红军陕甘独立师，以陕甘苏区地方红军武装主要有富县独立营、中宜独立营、新正独立营、新宁独立营、淳耀独立营、甘肃华池独立营、庆环游击队、庆合游击队等地方武装为基础组建，辖4个团，每团3个连，全师共有1300多人。师长姚喆(红十五军团第78师参谋长)，政委黎林(中央军委动员武装部新兵训练处处长兼补充师政委)，参谋长尹国赤(红一师一团三营营长，直罗镇战役中身负重伤，一直在后方医院治疗休息），政治部主任周芝光（红九军团政治部巡视团主任）。由陕甘宁省委军事部领导。其中第二团直属陕甘宁省委军事部；1937年8月陕甘独立师所属部队编为八路军第一二九师工兵营，1937年11月改编为八路军留守兵团三八五旅警备第七团（团长尹国赤，1940年伤势复发牺牲，政委周芝光）。
红一军团6月初经环县进入宁夏，占领宁夏东部要镇豫旺堡，接着继续西进，于6月中旬，相继占领清水河沿岸的七营、黑城诸要点并向固原、杨郎庄逼进。
红军占据清水河东岸的七营后，几经败退的马鸿宾心里象搁了块大石头，耿耿于怀，忧心忡忡。
7月底，西方野战军主力集结在豫旺地区休整，战役胜利结束。

## 结果与影响
至1936年7月下旬，西方野战军的西征战役历时两个多月，沉重打击了宁夏军阀马鸿逵、马鸿宾部，歼敌7个营，击溃3个团又5个营，俘旅长冶成章以下2000余人，缴获各种枪2000余支，战马500余匹，解放了环县、定边、盐池、豫旺四座县城，占领城镇10余座，陕甘苏区向西推进约200公里扩大为陕甘宁省苏区。为策应红二、红四方面军北上会师创造了有利条件。
1936年8月，西方野战军在豫旺地区驻地以战备姿态开展军事政治训练，准备南下迎接红二、四方面军北上，实现长征大会师。